# 헬스조선
1. 개요
헬스조선은 의료‧건강 정보를 전문적으로 제공하는 언론 매체로 조선일보의 자회사다. 조선일보의 건강 섹션 ‘헬스 플러스’를 제작하고 있으며, 이와 함께 전문 의료 정보와 운동‧뷰티‧생활 콘텐츠를 망라하는 온라인 건강 정보를 헬스조선닷컴을 통해 공급하고 있다. 헬스조선의 온라인 기사는 포털 사이트들의 인기 콘텐츠 중 하나다.  88
최근 신문과 온라인 텍스트를 넘어 콘텐츠의 유통 경로를 확장하고 있다. 유튜브에 ‘헬스조선 채널’과 ‘헬스조선명의 채널’을 마련해 영상 콘텐츠를 공급하고 있다. 당뇨와 혈당 정보, 다이어트 레시피를 담은 뉴스레터 ‘밀당365’를 지난 2021년 발간하기 시작했다. 2022년부터 암 전문 정보 뉴스레터 ‘아미랑’을 발행하고 있다.  
이와 함께 헬스조선은 비타북스 브랜드로 의료·생활건강·교양·인문 등 단행본 서적을 출판하고 있으며, 비타투어 브랜드로 트래킹‧골프 등을 테마로 한 여행사업도 벌이고 있다. 헬스조선은 병원 및 제약 홍보 마케팅, 온-오프라인 건강 강연 사업도 벌인다.     

2. 상세
<뉴스>  
헬스조선 취재팀 기자들은 의료·제약·식품·운동·정신의학 등 다양한 분야에 걸친 건강 정보들을 생산한다. 온라인에서 매달 1억 뷰 이상의 조회수를 기록하고 있으며, 전문 분야 언론 매체 중 최고 수준이다. ‘헬스조선 명의’는 대표적 연재물이다. 주요 질환 명의들을 만나, 깊이 있는 의료 정보와 최신 지견을 담는다. 건강 정보 외에도 살림·뷰티·환경·보건·위생·반려동물 등 라이프 전반의 기사를 공급하고 있다.
<뉴스레터>
헬스조선은 주요 질환의 심층 정보를 담은 뉴스레터 서비스도 운영하고 있다. 평일 기준으로 매일 한 건의 뉴스레터가 발송된다. 혈당이 고민인 사람들을 위한 뉴스레터 '밀당365'는 당뇨 약 최신 트렌드, 간단하면서도 맛있는 당뇨식 레시피, 당뇨병 환자의 생활 속 궁금증 풀이를 담고 있다. 암 환자들을 위한 힐링 뉴스레터 '아미랑'은 면역치료 전문가가 알려주는 면역 증진법, 암 환자들의 마음을 어루만지는 미술치료 기법 등을 풀어낸다.
<영상>
헬스조선은 건강·식품·약·운동 정보를 담은 영상을 유튜브와 포털 사이트들에 지속적으로 공급하고 있다. 유튜브의 헬스조선 메인 채널에는 2023년 3월 현재, 1800개의 건강 영상이 띄워져 있다. 대체적으로 중년들을 위한 건강 정보를 담고 있으나, 최근 업로드를 시작한 ‘헬띠타카’는 2030에 특화된 건강 정보 콘텐츠를 생산한다. ‘슬기로운 건강 톡톡’은 전문의를 스튜디오로 초청해 주요 질환에 대한 상세한 설명을 듣는다. 이밖에 암 완치 후기를 들려주는 ‘아미랑’, 당뇨에 대한 전반적인 이야기를 하는 ‘밀당 365’, 1분 건강 정보인 쇼츠 콘텐츠 ‘건강잇숏’ 등도 헬스조선 영상의 주축이다.
<여행>
비타투어는 헬스조선의 여행 브랜드다. 비타투어는 국내외의 힐링 스팟을 발굴해, 지친 현대인들에게 진정한 ‘쉼’을 제공하기 위해 ‘힐링 여행’ 프로그램을 전문으로 기획ㆍ진행하고 있다. 다년간 힐링 여행 프로그램을 진행한 경험을 바탕으로 프라이빗(private)한 여행을 즐기고 싶은 단체나 개인을 위한 맞춤 여행도 제안한다. 헬스조선 여행 프로그램은 옵션 관광이나 옵션 쇼핑 등을 일정에 포함시키지 않는 것을 원칙으로 한다.
<출판>
헬스조선의 출판 브랜드 <비타북스>는 건강도서를 중심으로 실용, 에세이, 여행, 자녀교육 분야의 책을 출간하고 있다.
헬스조선닷컴
공식 유튜브
헬스조선 명의 유튜브
네이버포스트
네이버블로그